# علامت عرضی

علامات عَرَضی در نظام نغمه‌نگاری اروپایی. به ترتیب از چپ به راست: دیِز، بِمُل، بِکار

در موسیقی علامت عَرَضی (به انگلیسی: Accidental) علامتی است که در خط حامل قبل از نت‌ها قرار داده می‌شود و صدای آن را نیم پرده (یا چند نیم‌پرده) زیرتر یا بم‌تر می‌کند. در زبان انگلیسی معمولاً خود نت بم‌شده یا زیرشده را که عضوی از گام تعیین شده در سرکلید نباشد، و همچنین کلیدهای سیاه در سازهای شستی‌دار (مشخصا پیانو) Accidental نامیده می‌شوند.
تعریف علائم عرضی: هرگاه نشانه‌های تغییر دهنده در داخل میزان بیاید، از همان نت تا انتهای همان میزان فقط بر روی نت‌های همصدای آن اثر دارد. 
به عنوان مثال اگر نشانه دیز قبل از نت سل روی خط دوم (نت سل اکتاو میانی) در حامل با کلید سل قرار گیرد، نت سل همان اکتاو را تا انتهای همان میزان دیز (نیم پرده زیرتر) می‌کند و روی نت‌های سل در اکتاوهای دیگر اثری ندارد. مگر اینکه همان نت در همان میزان دوباره توسط علامت بکار به حالت عادی خود بازگردد.
به تصویر دقت کنید.

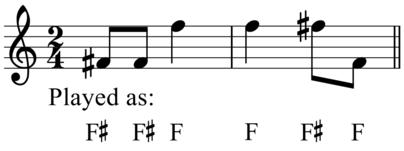
علامت‌های عرضی تا انتهای یک میزان تأثیر دارند. همچنین این تأثیر فقط روی نت مورد نظر در همان اکتاو است (و نه اکتاوهای دیگر)

در موسیقی شرقی همچنین علائمی برای ربع پرده وجود دارد.